# زکیه نصار
زکیه نصار (به انگلیسی: Zakiya Nassar) (زادهٔ ۲ آوریل ۱۹۸۷) شناگر زن اهل فلسطین است.